# Colesevelam
Colesevelam cloridrato è un farmaco impiegato per ridurre la colesterolemia, sia in monoterapia sia in associazione con altri farmaci ipocolesterolemizzanti (statine, ezetimibe), e per migliorare il controllo glicemico nei diabetici. Colesevelam appartiene alla classe dei farmaci sequestranti gli acidi biliari (resine a scambio ionico) di seconda generazione ed è commercializzato in Italia con il nome di Cholestagel.

## Chimica

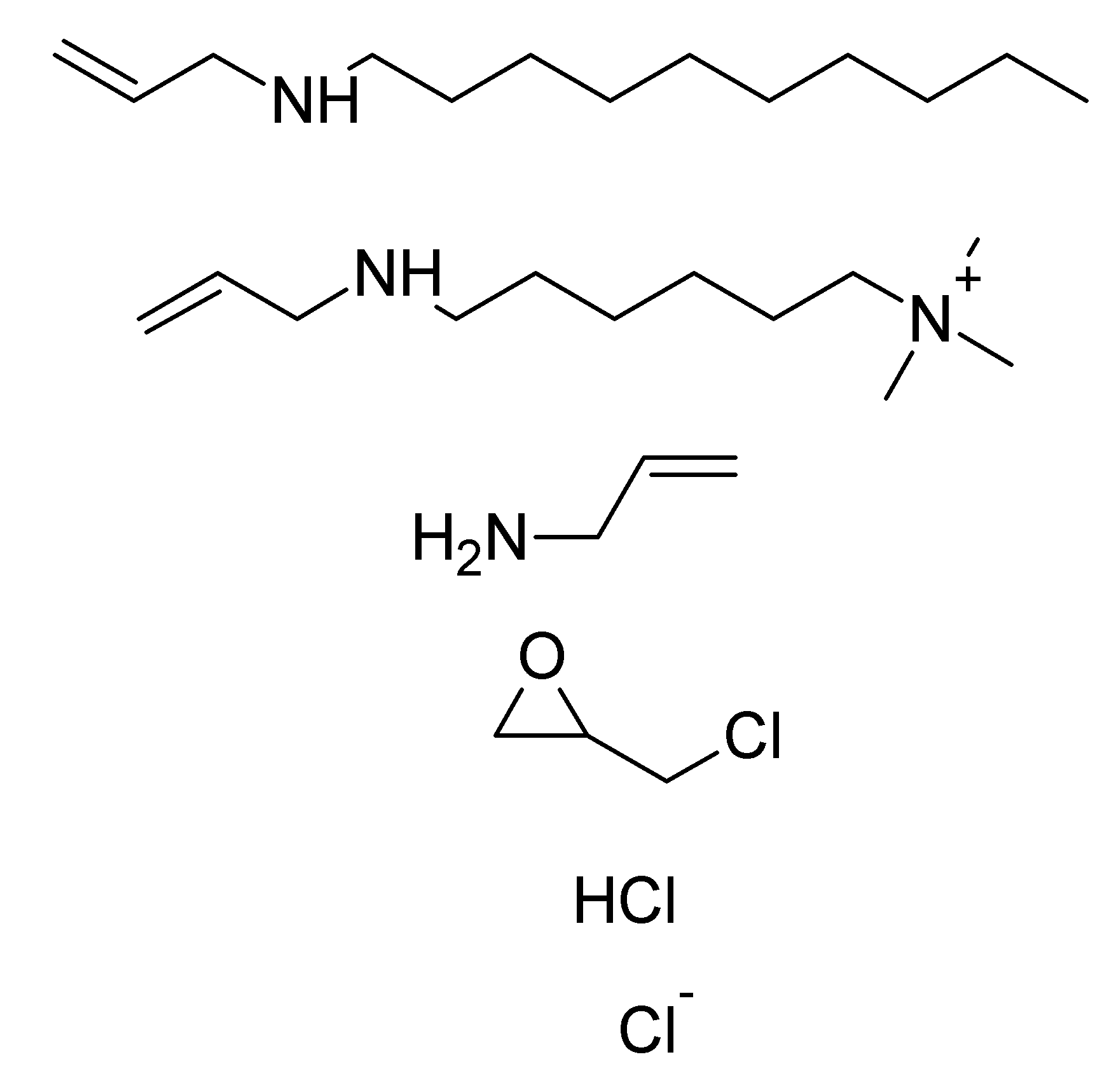
Unità costitutive del Colesevelam. Dall'alto in basso: decil-allilamina; 6-allilamino-esiltrimetilamina; allilamina; 1-cloro-2,3- epossipropano (epicloridrina); acido cloridrico; ioni cloro.

Colesevelam

Colesevelam cloridrato è un voluminoso polimero azotato insolubile in acqua e in qualsiasi altro solvente; in ambiente acquoso assume lo stato di gel.
Il nome chimico (IUPAC) del composto è: polimero di allilamina con 1-cloro-2,3- epossipropano,[6-(allilamino)-esil]trimetilammonio cloruro e N-allildecilamina,cloridrato. 
La sua struttura portante è costituita da una poliallilamina, formata da unità di allilamina unite tra loro da epicloridrina; alla poliallilamina sono legate (alchilate) catene laterali di bromodecano e di bromuro di bromoesil-trimetilammonio. Durante la clorurazione gli ioni cloro sostituiscono gli ioni bromo. 
A differenza dei sequestranti gli acidi biliari di prima generazione, Colesevelam è stato progettato per contenere catene laterali idrofobiche in grado di potenziare la capacità del composto di legare gli acidi biliari; il legame con gli acidi biliari avviene anche mediante interazione ionica con i gruppi amminici del polimero.

## Farmacocinetica
Una volta assunto per via orale, Colesevelam non viene assorbito dall'intestino ed è eliminato in forma immodificata con le feci.
L'assorbimento intestinale del composto è pressoché totalmente impedito dallo strato di muco, ricco di cariche negative, che riveste la mucosa enterica e che non si lascia attraversare dal farmaco, la cui superficie espone le cariche positive dei gruppi amminici.
La marcatura con radioisotopi ha infatti dimostrato che non vi è significativa eliminazione del farmaco con l'urina né sua presenza nei tessuti, mentre la radioattività fecale scompare entro 48 ore.

## Farmacodinamica

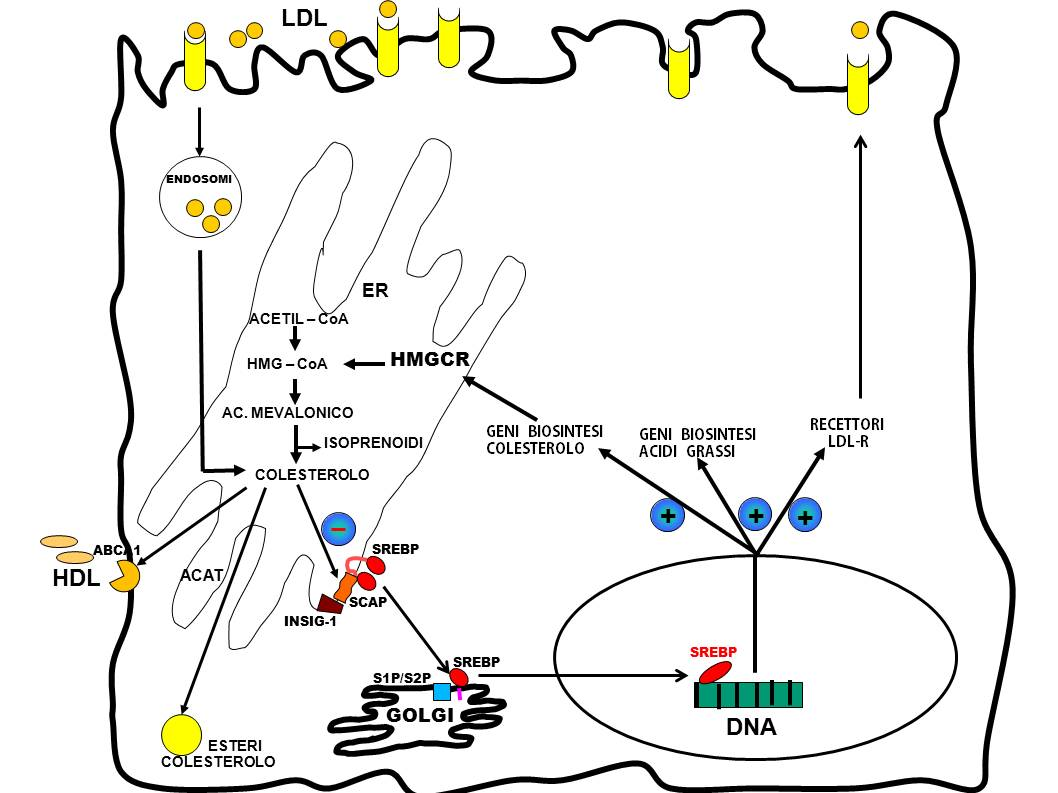
Regolazione del metabolismo del colesterolo da parte di SREBP2.

Nel duodeno e nel digiuno Colesevelam lega gli acidi biliari, ne impedisce il normale riassorbimento a livello dell’ileo e ne provoca l’eliminazione con le feci. Gli studi in vivo nel ratto e nel criceto hanno rilevato che Cosevelam permette l’eliminazione di una quantità doppia di acidi biliari rispetto alla colestiramina.
Come conseguenza dell’interruzione del circolo entero-epatico degli acidi biliari, negli epatociti aumenta la conversione del colesterolo in acidi biliari per stimolazione dell’attività dell'enzima colesterolo 7α-idrossilasi.  Ciò riduce la concentrazione di colesterolo negli epatociti; tale carenza attiva il fattore di trascrizione SREBP2 (sterol regulatory element binding protein 2) che ha due effetti principali: aumenta la sintesi endogena di colesterolo, mediante la trascrizione dell’enzima HMG-CoA reduttasi; determina una maggiore captazione epatocitaria delle LDL plasmatiche (lipoproteine ricche di colesterolo), mediante la trascrizione di nuovi recettori delle LDL (LDL-R). Quest’ultimo meccanismo è quello prevalente e produce la riduzione della colesterolemia totale del 7-10% e di quella LDL del 15-20%.
Colesevalam causa anche un aumento del colesterolo HDL (+3%) e dei trigliceridi (+10%). Studi sperimentali fanno ritenere che entrambi questi effetti del farmaco possano essere attribuiti alla disattivazione del fattore di trascrizione FXR (Farnesoid X receptor) conseguente alla deplezione degli acidi biliari. In condizioni fisiologiche infatti gli acidi biliari legano e attivano FXR, per cui la loro carenza prodotta dall'interruzione del circolo entero-epatico ne determina la disattivazione. FXR regola una varietà di geni coinvolti nel metabolismo delle HDL e dei trigliceridi.
Oltre alle azioni sugli acidi biliari e sul metabolismo lipidico, Colesevelam riduce la glicemia e la concentrazione di emoglobina glicosilata (-0.5% HbA1c) nei pazienti diabetici. I dati sperimentali suggeriscono che gli effetti di Colesevalam sul metabolismo del glucosio possano essere mediati da alcuni fattori di trascrizione, FXR in primis, e dal recettore TGR5 (Takeda G-protein-coupled receptor 5). L’attivazione di TGR5 nelle cellule endocrine L della mucosa intestinale (ileo e colon) stimola la secrezione dell’enterormone GLP-1 (glucagon-like peptide-1) che promuove la secrezione di insulina e inibisce quella di glucagone.
Due piccoli studi clinici in doppio cieco, randomizzati e placebo-controllati hanno rilevato che Colesevelam riduce in modo statisticamente significativo i livelli plasmatici della proteina C-reattiva (CRP), senza tuttavia modificare altri markers dell'infiammazione (IL-6, TNFα): il significato clinico di tale effetto del Colesevelam è da definire.

## Indicazioni
Colesevelam cloridrato è indicato, insieme con la dieta, per il trattamento di:
Ipercolesterolemia primaria, sia in associazione con statine e/o ezetimibe sia in monoterapia nei pazienti intolleranti alle statine o con controindicazioni per queste;
Ipercolesterolemia familiare in associazione con ezetimibe o con ezetimibe e statine;
(solo negli USA) Diabete mellito di tipo 2 in associazione con la terapia ipoglicemizzante, in assenza di ipertrigliceridemia elevata (> 500 mg/dL).

## Controindicazioni e avvertenze
Colesevelam cloridrato è controindicato in caso di: ipersensibilità al principio attivo o agli eccipienti; occlusione intestinale, a causa dei suoi effetti costipanti; occlusione biliare, in conseguenza dello stato di deficit di acidi biliari nel lume intestinale.
È necessario usare cautela nei pazienti con disturbi della motilità esofagea (turbe della deglutizione e disfagia) e gastrointestinale, stipsi, insufficienza epatica e chirurgia maggiore del tratto gastrointestinale.
Per i suoi effetti sul metabolismo lipidico è necessaria cautela nei pazienti con valori elevati di trigliceridi. Per la sua possibile interferenza con l'assorbimento della vitamina K, è opportuno monitorare l'eventuale terapia anticoagulante concomitante. È necessario monitorare un'eventuale terapia concomitante con ciclosporina, per le interferenze con il suo assorbimento da parte di Colesevelam, o con metformina a rilascio prolungato (aumento dell'esposizione di metformina).

## Effetti collaterali
Gli effetti collaterali più frequenti (>10%) sono la stipsi e la flatulenza. Questi sintomi sono legati al meccanismo di azione del Colesevelam. Infatti il legame degli acidi biliari al farmaco riduce la loro presenza nel colon, dove essi subiscono la deconiugazione in acido desossicolico e acido litocolico da parte della flora batterica intestinale. Gli acidi biliari deconiugati facilitano l'evacuazione attraverso due meccanismi principali: stimolano la secrezione colica di acqua ed elettroliti, aumentando il contenuto idrico delle feci; esercitano un'azione procinetica, stimolando le contrazioni della muscolatura del colon.
Effetti collaterali comuni (1-10%) sono la cefalea e altri disturbi gastrointestinali (dispepsia, nausea, vomito, dolore addominale, diarrea); non comuni (1%-1‰) disfagia e mialgia; molto rara la pancreatite; non determinata l'incidenza dell'occlusione intestinale. 
Fra le alterazioni ematochimiche è comune l'innalzamento dei trigliceridi, mentre non è comune quello delle transaminasi.

## Interazioni
In generale Colesevelam cloridrato può ridurre l'assorbimento intestinale di farmaci assunti contemporaneamente, pertanto può essere opportuno somministrare terapie orali concomitanti 4 ore prima o 4 ore dopo l'assunzione di Colesevelam. Ciò è stato dimostrato in particolare per contraccettivi orali, l'anti-ipertensivo olmesartan, levotiroxina, alcuni antidiabetici orali (glibenclamide, glimepiride, glipizide). 
Colesevelam provoca una riduzione della concentrazione massima (Cmax) e dell'area sotto la curva (AUC) di verapamil a rilascio prolungato. Per la terapia anticoagulante, ciclosporina e metformina a rilascio prolungato vedi Avvertenze.
Non sono stati rilevati effetti significativi di Colesevelam sull'assorbimento di digossina, metoprololo, chinidina, acido valproico, warfarina, pioglitazone, lovastatina e vitamine liposolubili (A, D, E, K), tuttavia è consigliabile cautela nell'impiego di Colesevelam in soggetti con carenza di vitamine liposolubili. Non sono stati condotti studi specifici sull'interazione tra Colesevelam e acido ursodesossicolico.

## Dosaggio e posologia
Colesevelam cloridrato è assunto per via orale in forma di compresse da 625 mg. Il dosaggio giornaliero consigliato varia da 2,5 g/die a 4,375 g/die.
In monoterapia la posologia consigliata è di 6 compresse al giorno, suddivise in due somministrazioni durante i pasti principali oppure in un'unica somministrazione durante un pasto; la monoterapia può essere aumentata fino a un massimo di 7 compresse giornaliere.
Nella terapia di associazione con statine e/o ezetimibe la posologia è di 4-6 compresse al dì, in un'unica somministrazione o suddivise in due somministrazioni, sempre ai pasti; le statine e l'ezetimibe possono essere assunti contemporaneamente o separatamente al Colesevelam. 